# Tricyphona (Tricyphona) constans
Tricyphona (Tricyphona) constans is een tweevleugelige uit de familie Pediciidae. De soort komt voor in het Nearctisch gebied.